# Prymno (Mythologie)
Prymno (altgriechisch Πρυμνώ Prymnṓ, deutsch ‚die am Bergfuß Geborene‘) ist eine Okeanide aus der griechischen Mythologie, eine der zahlreichen Töchter des Meeresgottes Okeanos und der Göttin Tethys.
Die Bezeichnung der Familie der Primnoidae, eine Familie der Weichkorallen, leitet sich von der Okeanide Prymno ab.